# القنب الهندي في أذربيجان
القنب الهندي في أذربيجان غير قانوني ولكنه يُزرع بطريقة غير مشروعة, وله تاريخ طويل كعلاج طبي في البلاد.

## التاريخ
كتب الأكاديمي فريد الأكبروف عن أدوية القنب الموجودة في النصوص الأذربيجانية في العصور الوسطى, بما في ذلك علاجات أورام الرحم والبواسير والهستيريا.

## الزراعة
وفقًا لتقرير عام 2011, يُزرع القنب, معظمها في جنوب أذربيجان, «بدرجة متواضعة».